# Steve Finley
Pour les articles homonymes, voir Finley.
Steven Allen Finley (né le 12 mars 1965 à Union City, Tennessee, États-Unis) est un ancien voltigeur de centre des Ligues majeures de baseball.
Il a joué de 1989 à 2007 pour huit équipes différentes, participant 2 fois aux Séries mondiales, remportant 5 Gants dorés et méritant 2 sélections pour le match des étoiles. Il est un des six joueurs de l'histoire des ligues majeures à avoir frappé 300 coups de circuit et volé 300 buts.

## Carrière

### Houston
Après un bref passage chez les Orioles de Baltimore, où il entreprend sa carrière dans les majeures en 1989 et 1990, Steve Finley est échangé aux Astros de Houston le 10 janvier 1991 en compagnie de Curt Schilling et Pete Harnisch, en retour de Glenn Davis.
Finley s'impose à Houston, frappant pour ,285 et ,292 à ses deux premières saisons avec l'équipe texane. Il totalise un sommet en carrière de 44 buts volés dès 1992. En 1993, il mène la ligue pour les triples, avec 13.
Le 28 décembre 1994, Houston et San Diego complètent une importante transaction impliquant 11 joueurs. Finley est transféré aux Padres avec Ken Caminiti, Andujar Cedeno, Brian Williams, Roberto Petagine et Sean Flesh. Les Astros font quant à eux l'acquisition de Derek Bell, Doug Brocail, Ricky Gutierrez, Pedro A. Martinez et Craig Shipley.

### San Diego
Finley brille dès son arrivée chez les Padres, où il frappe dans une moyenne au bâton tout juste inférieure à ,300 au cours de ses deux premières saisons (,297 et ,298).
En 1995, il est 3e dans la Nationale pour les points marqués (107) et les triples (8), et 4e pour les coups sûrs (167) et les buts volés (36). Le 12 août, il vole quatre buts dans un même match, contre les Cards de Saint-Louis. Il remporte son premier Gant doré en défensive.
En 1996, le voltigeur se classe 2e dans la Nationale pour les points marqués (126, un sommet en carrière) et pour les doubles (45). Il établit de nouveaux records pour la franchise des Padres au chapitre des points marqués, des doubles et des coups sûrs de plus d'un but (84). Il mérite son second Gant doré et termine 10e au scrutin visant à élire le joueur par excellence de la Ligue nationale.
En 1997, il connaît deux matchs de 3 coups de circuits (le 19 mai contre Cincinnati et le 23 juin à San Francisco). Il participe à son premier match d'étoiles.
En 1998, il connaît une baisse de production offensive, mais San Diego remporte le championnat de la division Ouest de la Nationale, en route vers une première participation à la Série mondiale en quatorze ans. Finley frappe dans une moyenne de ,333 en six parties lors de la Série de championnat contre Atlanta.

### Arizona
Le 18 décembre 1998, Finley signe comme agent libre avec les Diamondbacks de l'Arizona.
Il franchit la marque de 100 points produits pour la seule fois de sa carrière à sa première saison en 1999 (103) et marque 100 points pour une 4e fois. Le 8 septembre, il connaît un autre match de 3 circuits, produisant 6 points à Milwaukee.
En 2000, il marque de nouveau 100 points et retourne au match des étoiles pour une seconde fois. Il remporte le Gant doré à sa position au cours de ses deux saisons.
Malgré les statistiques décevantes de Finley en 2001, les Diamondbacks sont couronnés champions de la section Ouest et remportent leur toute première Série mondiale. Le voltigeur frappe pour ,421 dans la victoire en 5 matchs de l'Arizona sur Saint-Louis en Série de division, produit 5 points en Série de championnat contre Atlanta, et affiche une moyenne au bâton de ,368 en grande finale contre les Yankees de New York.
En 2003, il mène à nouveau la ligue pour les triples avec 10.
Il est échangé aux Dodgers de Los Angeles à la date limite des échanges en 2004 alors qu'il en est à sa sixième saison en Arizona.

### Dernières saisons
Finley termine la saison 2004 avec les Dodgers, qu'il aide à devancer les Giants de San Francisco au premier rang de la division Ouest. Il remporte son 5e Gant doré.
En 2005, il s'aligne pour les Angels de Los Angeles d'Anaheim.
Durant la saison morte, il passe aux Giants en retour d'Edgardo Alfonzo. À San Francisco, en 2006, il frappe plus de 100 coups sûrs pour la 16e fois en 19 saisons, et pour la première fois depuis 2004.
Il se joint aux Rockies du Colorado en 2007, qui le libèrent de son contrat le 17 juin.
Steve Finley a joué son dernier match le 3 juin 2007. Il n'a pas encore annoncé sa retraite et est toujours à la recherche d'un nouveau contrat avec une équipe des majeures.

## Honneurs et exploits
- A participé à deux matchs des étoiles (1997, 2000).
- A remporté cinq Gants dorés à la position de voltigeur (1995, 1996, 1999, 2000, 2004).
- A participé à deux Séries mondiales (1998, 2001).
- A remporté une Série mondiale (avec Arizona en 2001).
- A mené la Ligue nationale pour les triples en 1993 (13) et en 2003 (10).
- Est un des 6 joueurs de l'histoire des majeures avec au moins 300 circuits et 300 buts volés (avec Barry Bonds, Willie Mays, Andre Dawson, Bobby Bonds et Reggie Sanders).